# 埃爾金 (阿拉巴馬州)
埃爾金（英語：Elgin）是一個位於美國阿拉巴馬州勞德代爾縣的非建制地區。該地的面積和人口皆未知。

## 地理
埃爾金的座標為34°50′55″N 87°23′28″W / 34.84861°N 87.39111°W，而該地的平均海拔高度為195米（即640英尺）。